# Hey Hey Hey!
"Hey Hey Hey!" is een nummer van de Nederlandse band Room Eleven. Het verscheen op hun album Mmm...Gumbo? uit 2008. Op 14 maart van dat jaar werd het uitgebracht als de eerste single van dit album.

## Achtergrond
"Hey Hey Hey!" is geschreven door zangeres Janne Schra en toetsenist Tony Roe en geproduceerd door Randy Crafton en Dayna Kurtz. Het geluid van het nummer wordt beschreven als zomers en de stijl als jazzpop. Het werd uitgebracht als de eerste single van Mmm...Gumbo? en werd een redelijk succes: het piekte op plaats 26 in de Single Top 100. Bij de single werd een videoclip gemaakt, die werd geregisseerd door Billy Pols.

## Hitnoteringen

### Single Top 100
| Hitnotering: 15-03-2008 t/m 10-05-2008 | Hitnotering: 15-03-2008 t/m 10-05-2008 | Hitnotering: 15-03-2008 t/m 10-05-2008 | Hitnotering: 15-03-2008 t/m 10-05-2008 | Hitnotering: 15-03-2008 t/m 10-05-2008 | Hitnotering: 15-03-2008 t/m 10-05-2008 | Hitnotering: 15-03-2008 t/m 10-05-2008 | Hitnotering: 15-03-2008 t/m 10-05-2008 | Hitnotering: 15-03-2008 t/m 10-05-2008 | Hitnotering: 15-03-2008 t/m 10-05-2008 | Hitnotering: 15-03-2008 t/m 10-05-2008 |
| Week                                   | 1                                      | 2                                      | 3                                      | 4                                      | 5                                      | 6                                      | 7                                      | 8                                      | 9                                      |                                        |
| -------------------------------------- | -------------------------------------- | -------------------------------------- | -------------------------------------- | -------------------------------------- | -------------------------------------- | -------------------------------------- | -------------------------------------- | -------------------------------------- | -------------------------------------- | -------------------------------------- |
| Nummer                                 | 26                                     | 26                                     | 42                                     | 54                                     | 65                                     | 63                                     | 65                                     | 57                                     | 83                                     | uit                                    |

### NPO Radio 2 Top 2000
| Nummer met noteringen in de NPO Radio 2 Top 2000 | '09  | '10  |
| ------------------------------------------------ | ---- | ---- |
| Hey Hey Hey!                                     | 1638 | 1894 |

1. ↑  Een vetgedrukt getal geeft de hoogste notering aan.
2. ↑  2009 was het eerste jaar met een notering voor dit nummer.
3. ↑  Deze tabel is bijgewerkt tot en met de laatste editie (2024).